# Tour de Suisse 2010
Tour de Suisse 2010 var den 74. udgave af cykelløbet Tour de Suisse og blev afholdt i perioden 12.-20. juni 2010. Løbet begyndte med en prolog i Lugano og sluttede med en enkeltstart i Liestal.
Udover de 18 ProTour-hold blev BMC Racing Team, Cervélo TestTeam og Vacansoleil inviteret.
Løbet blev en triumf for Team Saxo Bank, der foruden to etapesejre også opnåede to podieplaceringer med Fränk Schleck som vinder og Jakob Fuglsang som treer. Mellem dem kom Lance Armstrong på andenpladsen.

## Etaper

### Lørdag 12. juni 2010 – 1. etape:Lugano, 7,6 km (ITT)
|   | Rytter            | Hold              | Tid    |
| - | ----------------- | ----------------- | ------ |
| 1 | Fabian Cancellara | Team Saxo Bank    | 10.21  |
| 2 | Roman Kreuziger   | Liquigas-Doimo    | + 0.01 |
| 3 | Tony Martin       | Team HTC-Columbia | + 0.03 |
| 4 | Peter Sagan       | Liquigas-Doimo    | + 0.03 |
| 5 | Dries Devenyns    | Quick Step        | + 0.10 |

|   | Rytter            | Hold              | Tid    |
| - | ----------------- | ----------------- | ------ |
| 1 | Fabian Cancellara | Team Saxo Bank    | 10.21  |
| 2 | Roman Kreuziger   | Liquigas-Doimo    | + 0.01 |
| 3 | Tony Martin       | Team HTC-Columbia | + 0.03 |
| 4 | Peter Sagan       | Liquigas-Doimo    | + 0.03 |
| 5 | Dries Devenyns    | Quick Step        | + 0.10 |

### Søndag 13. juni 2010 – 2. etape:Ascona–Sierre, 167.5 km
|   | Rytter            | Hold              | Tid     |
| - | ----------------- | ----------------- | ------- |
| 1 | Heinrich Haussler | Cervélo TestTeam  | 4:25.16 |
| 2 | Pablo Urtasun     | Euskaltel-Euskadi | + 0.00  |
| 3 | Marco Marcato     | Vacansoleil       | + 0.00  |
| 4 | Óscar Freire      | Rabobank          | + 0.00  |
| 5 | Gerald Ciolek     | Team Milram       | + 0.00  |

|   | Rytter            | Hold              | Tid     |
| - | ----------------- | ----------------- | ------- |
| 1 | Fabian Cancellara | Team Saxo Bank    | 4:35.37 |
| 2 | Roman Kreuziger   | Liquigas-Doimo    | + 0.01  |
| 3 | Tony Martin       | Team HTC-Columbia | + 0.03  |
| 4 | Dries Devenyns    | Quick Step        | + 0.10  |
| 5 | Gustav Larsson    | Team Saxo Bank    | + 0.11  |

### Mandag 14. juni 2010 – 3. etape: Sierre –Schwarzenburg, 196,6 km
|   | Rytter         | Hold             | Tid     |
| - | -------------- | ---------------- | ------- |
| 1 | Fränk Schleck  | Team Saxo Bank   | 5:02.21 |
| 2 | Rigoberto Urán | Caisse d'Epargne | + 0.00  |
| 3 | Bauke Mollema  | Rabobank         | + 0.03  |
| 4 | Steve Morabito | BMC Racing Team  | + 0.03  |
| 5 | Matteo Carrara | Vacansoleil      | + 0.03  |

|   | Rytter            | Hold              | Tid     |
| - | ----------------- | ----------------- | ------- |
| 1 | Tony Martin       | Team HTC-Columbia | 9:38.04 |
| 2 | Fabian Cancellara | Team Saxo Bank    | + 0.01  |
| 3 | Thomas Löfkvist   | Team Sky          | + 0.09  |
| 4 | Rigoberto Urán    | Caisse d'Epargne  | + 0.10  |
| 5 | Dries Devenyns    | Quick Step        | + 0.11  |

### Tirsdag 15. juni 2010 – 4. etape: Schwarzenburg –Wettingen, 192,2 km
|   | Rytter              | Hold                | Tid     |
| - | ------------------- | ------------------- | ------- |
| 1 | Alessandro Petacchi | Lampre-Farnese Vini | 4:57.33 |
| 2 | Matti Breschel      | Team Saxo Bank      | + 0.00  |
| 3 | Marco Marcato       | Vacansoleil         | + 0.00  |
| 4 | José Joaquín Rojas  | Caisse d'Epargne    | + 0.00  |
| 5 | Robbie McEwen       | Katusha             | + 0.00  |

|   | Rytter            | Hold              | Tid      |
| - | ----------------- | ----------------- | -------- |
| 1 | Tony Martin       | Team HTC-Columbia | 14:35.37 |
| 2 | Fabian Cancellara | Team Saxo Bank    | + 0.01   |
| 3 | Thomas Löfkvist   | Team Sky          | + 0.09   |
| 4 | Rigoberto Urán    | Caisse d'Epargne  | + 0.10   |
| 5 | Dries Devenyns    | Quick Step        | + 0.11   |

### Onsdag 16. juni 2010 – 5. etape: Wettingen –Frutigen, 172,5 km
|   | Rytter           | Hold                | Tid     |
| - | ---------------- | ------------------- | ------- |
| 1 | Marcus Burghardt | BMC Racing Team     | 4:21.23 |
| 2 | Martijn Maaskant | Garmin-Transitions  | + 0.02  |
| 3 | Daniel Oss       | Liquigas-Doimo      | + 0.04  |
| 4 | Robbie McEwen    | Katusha             | + 0.47  |
| 5 | Diego Ulissi     | Lampre-Farnese Vini | + 0.47  |

|   | Rytter            | Hold              | Tid      |
| - | ----------------- | ----------------- | -------- |
| 1 | Tony Martin       | Team HTC-Columbia | 18:57.47 |
| 2 | Fabian Cancellara | Team Saxo Bank    | + 0.01   |
| 3 | Thomas Löfkvist   | Team Sky          | + 0.09   |
| 4 | Rigoberto Urán    | Caisse d'Epargne  | + 0.10   |
| 5 | Dries Devenyns    | Quick Step        | + 0.11   |

### Torsdag 17. juni 2010 – 6. etape:Meiringen–La Punt, 213,3 km
|   | Rytter            | Hold             | Tid     |
| - | ----------------- | ---------------- | ------- |
| 1 | Robert Gesink     | Rabobank         | 6:20.53 |
| 2 | Rigoberto Urán    | Caisse d'Epargne | + 0.42  |
| 3 | Joaquim Rodríguez | Katusha          | + 0.42  |
| 4 | Oliver Zaugg      | Liquigas-Doimo   | + 0.42  |
| 5 | Lance Armstrong   | Team RadioShack  | + 0.42  |

|   | Rytter            | Hold             | Tid      |
| - | ----------------- | ---------------- | -------- |
| 1 | Robert Gesink     | Rabobank         | 25:18.57 |
| 2 | Rigoberto Urán    | Caisse d'Epargne | + 0.29   |
| 3 | Steve Morabito    | BMC Racing Team  | + 0.36   |
| 4 | Fränk Schleck     | Team Saxo Bank   | + 0.38   |
| 5 | Joaquim Rodríguez | Katusha          | + 0.42   |

### Fredag 18. juni 2010 – 7. etape:Savognin–Wetzikon, 204,1 km
|   | Rytter            | Hold               | Tid     |
| - | ----------------- | ------------------ | ------- |
| 1 | Marcus Burghardt  | BMC Racing Team    | 4:52.02 |
| 2 | Óscar Freire      | Rabobank           | + 1.01  |
| 3 | Greg Van Avermaet | Omega Pharma-Lotto | + 1.01  |
| 4 | Manuel Quinziato  | Liquigas-Doimo     | + 1.01  |
| 5 | Luis León Sánchez | Caisse d'Epargne   | + 1.08  |

|   | Rytter            | Hold             | Tid      |
| - | ----------------- | ---------------- | -------- |
| 1 | Robert Gesink     | Rabobank         | 30:15.59 |
| 2 | Rigoberto Urán    | Caisse d'Epargne | + 0.29   |
| 3 | Steve Morabito    | BMC Racing Team  | + 0.36   |
| 4 | Fränk Schleck     | Team Saxo Bank   | + 0.38   |
| 5 | Joaquim Rodríguez | Katusha          | + 0.42   |

### Lørdag 19. juni 2010 – 8. etape: Wetzikon –Liestal, 172,4 km
|   | Rytter             | Hold               | Tid     |
| - | ------------------ | ------------------ | ------- |
| 1 | Rui Costa          | Caisse d'Epargne   | 4:10.32 |
| 2 | José Joaquín Rojas | Caisse d'Epargne   | + 0.15  |
| 3 | Maxime Monfort     | Team HTC-Columbia  | + 0.19  |
| 4 | Sandy Casar        | Française des Jeux | + 0.34  |
| 5 | Alessandro Vanotti | Liquigas-Doimo     | + 0.34  |

|   | Rytter            | Hold             | Tid      |
| - | ----------------- | ---------------- | -------- |
| 1 | Robert Gesink     | Rabobank         | 34:27.47 |
| 2 | Rigoberto Urán    | Caisse d'Epargne | + 0.29   |
| 3 | Steve Morabito    | BMC Racing Team  | + 0.36   |
| 4 | Fränk Schleck     | Team Saxo Bank   | + 0.38   |
| 5 | Joaquim Rodríguez | Katusha          | + 0.42   |

### Søndag 20. juni 2010 – 9. etape: Liestal, 26,9 km (ITT)
|   | Rytter            | Hold               | Tid     |
| - | ----------------- | ------------------ | ------- |
| 1 | Tony Martin       | Team HTC-Columbia  | 4:10.32 |
| 2 | Fabian Cancellara | Team Saxo Bank     | + 0.17  |
| 3 | David Zabriskie   | Garmin-Transitions | + 0.29  |
| 4 | Gustav Larsson    | Team Saxo Bank     | + 0.48  |
| 5 | Levi Leipheimer   | Team RadioShack    | + 0.48  |

|   | Rytter          | Hold            | Tid      |
| - | --------------- | --------------- | -------- |
| 1 | Fränk Schleck   | Team Saxo Bank  | 35:02.00 |
| 2 | Lance Armstrong | Team RadioShack | + 0.12   |
| 3 | Jakob Fuglsang  | Team Saxo Bank  | + 0.17   |
| 4 | Steve Morabito  | BMC Racing Team | + 0.23   |
| 5 | Robert Gesink   | Rabobank        | + 0.27   |

## Resultater

### Sammenlagt
|    | Rytter            | Hold              | Tid      |
| -- | ----------------- | ----------------- | -------- |
| 1  | Fränk Schleck     | Team Saxo Bank    | 35:02.00 |
| 2  | Lance Armstrong   | Team RadioShack   | + 0.12   |
| 3  | Jakob Fuglsang    | Team Saxo Bank    | + 0.17   |
| 4  | Steve Morabito    | BMC Racing Team   | + 0.23   |
| 5  | Robert Gesink     | Rabobank          | + 0.27   |
| 6  | Tony Martin       | Team HTC-Columbia | + 0.27   |
| 7  | Rigoberto Urán    | Caisse d'Epargne  | + 0.33   |
| 8  | Andreas Klöden    | Team RadioShack   | + 0.48   |
| 9  | Joaquim Rodríguez | Katusha           | + 1.09   |
| 10 | Levi Leipheimer   | Team RadioShack   | + 1.14   |

### Bjergkonkurrencen
|   | Rytter        | Hold            | Point |
| - | ------------- | --------------- | ----- |
| 1 | Mathias Frank | BMC Racing Team | 49    |
| 2 | Wouter Poels  | Vacansoleil     | 40    |
| 3 | Robert Gesink | Rabobank        | 21    |

### Sprintkonkurrencen
|   | Rytter           | Hold              | Point |
| - | ---------------- | ----------------- | ----- |
| 1 | Mathias Frank    | BMC Racing Team   | 16    |
| 2 | Marcus Burghardt | BMC Racing Team   | 15    |
| 3 | Javier Aramendia | Euskaltel-Euskadi | 12    |

### Pointkonkurrencen
|   | Rytter             | Hold             | Point |
| - | ------------------ | ---------------- | ----- |
| 1 | Marcus Burghardt   | BMC Racing Team  | 50    |
| 2 | José Joaquín Rojas | Caisse d'Epargne | 50    |
| 3 | Marco Marcato      | Vacansoleil      | 43    |